# Alexandra Raisman
Alexandra Rose „Aly“ Raisman (* 25. Mai 1994 in Needham, Massachusetts) ist eine ehemalige US-amerikanische Kunstturnerin. 2012 gewann sie bei den Olympischen Sommerspielen zwei Goldmedaillen.

## Werdegang
Raisman wurde als erstes von vier Kindern der Eheleute Lynn und Rick Raisman geboren. Die Familie ist jüdischen Glaubens. Ihre Mutter war selbst Turnerin und schon in jungen Jahren begann Raisman, herausragende Erfolge in derselben Sportart zu erzielen. Nach ihrer Juniorenkarriere wechselte sie 2010 in den Erwachsenenbereich und errang neben Podiumsplätzen bei Turnieren wie den Visa Championships, den Pacific Rim Championships und dem American Cup die Silbermedaille im Teamwettbewerb bei den Turn-Weltmeisterschaften 2010 in Rotterdam.
Ein Jahr später gewann sie Mannschaftsgold bei der WM 2011 in Tokio.

### Olympische Sommerspiele 2012
2012 gewann Raisman Silber beim American Cup in der Mehrkampfdisziplin und qualifizierte sich für einen Startplatz in der US-amerikanischen Turn-Mannschaft für die Olympischen Sommerspiele 2012 in London und gewann dort die Mannschafts-Goldmedaille.
Dabei turnte sie die letzte und entscheidende Übung auf dem Boden.
Sie gewann auch die Goldmedaille im Bodenturnen sowie die Bronzemedaille am Schwebebalken.

Mit zweimal Gold und einmal Bronze war sie die erfolgreichste Turnerin der Spiele. Ihr Heimatverein ist der Brestyan's American Gymnastics Club in Burlington (Massachusetts).
2013 nahm sie an der US-amerikanischen Tanzshow Dancing with the Stars teil und belegte mit ihrem Tanzpartner Mark Ballas den 4. Platz.
2015 startete sie ein Comeback im Turnen und qualifizierte sich für die Weltmeisterschaften in Glasgow. Dort gewann sie die Goldmedaille im Teammehrkampf.

### Olympische Sommerspiele 2016
Aly Raisman gewann bei den Olympischen Spielen 2016 in Rio de Janeiro die Goldmedaille im Mannschafts-Mehrkampf sowie zwei Silbermedaillen im Einzelmehrkampf und am Boden, jeweils hinter ihrer US-amerikanischen Teamkollegin Simone Biles.
Im Januar 2020 gab Raisman ihren Rücktritt bekannt, nachdem sie bereits in den Jahren zuvor an keinen Wettkämpfen mehr teilgenommen hatte.

## Sexuelle Gewalt und Ausbeutung durch einen Arzt des US-Turner-Teams
Im November 2017 machte die 23-jährige Aly Raisman im Zuge der #MeToo-Kampagne öffentlich, dass sie vom ehemaligen Teamarzt des amerikanischen Turnerteams, Larry Nassar, über vier olympische Zyklen hinweg sexuelle Gewalt und Ausbeutung erleiden musste.
Sie schloss sich damit den Aussagen von mehr als 140 Frauen, unter ihnen Jamie Dantzscher, McKayla Maroney (Mitte Oktober 2017), Gabrielle Douglas (November 2017) und Simone Biles (Januar 2018), an. Raisman forderte auch, die Strukturen von USA Gymnastics zu überdenken, und Steve Penney, der Präsident des Verbandes, trat nach dem Bekanntwerden des «Nassar-Skandals» zurück.
Im September 2021 erhoben Simone Biles, Alexandra Raisman, McKayla Maroney sowie Maggie Nichols vor dem Senat schwere Vorwürfe gegen das FBI, den nationalen Verband USA Gymnastics und das Olympische und Paralympische Komitee der USA (USOPC), weil diese die Hinweise der Athletinnen sehr lange nicht nachverfolgt hätten. So sei es zum Missbrauch weiterer junger Frauen gekommen. Das Büro des Generalinspekteur des Justizministeriums, Michael Horowitz, hat in einem im Juli veröffentlichten Bericht die falsche Einschätzung und mangelnde Ernsthaftigkeit bei der Bearbeitung der Hinweise durch das FBI bestätigt. Teilweise seien Aussagen beschwichtigt und geändert worden.
Mitte Dezember 2021 sprach ein Gericht in Indianapolis den Opfern des Missbrauchsskandals eine Entschädigung in Höhe von insgesamt 380 Millionen US-Dollar zu. Die Summe deckt die Forderungen von hunderten Frauen, muss allerdings nicht von Nassar, sondern vom Turnverband aufgebracht werden. Neben einer Entschuldigung ließ dessen Präsidentin verlautbaren, verschiedene Maßnahmen zu ergreifen, um die Sicherheit der Sportlerinnen und Sportler zu gewährleisten. Nassar selbst muss sich insgesamt drei Gerichtsurteilen stellen, die eine Gefängnisstrafe von 175 Jahren vorsehen.

## Veröffentlichungen
- Alexandra Raisman: Fierce – How Competing for Myself Changed Everything, Brown Books for Young Readers, November 2017. ISBN 978-0316472708[7]